# 1912년 하계 올림픽 요트
1912년 하계 올림픽 요트는 스웨덴 스톡홀름에서 개최된 1912년 하계 올림픽의 정식 종목 중 하나이다. 요트 종목은 1900년 하계 올림픽부터 정식종목으로 편입되어 1904년 하계 올림픽을 제외한 모든 대회에 정식 종목으로 편성되었다.
이번 대회의 요트 경기는 총 4개의 세부종목으로 이루어졌으며 1912년 7월 19일과 1912년 7월 22일, 이틀에 걸쳐 스웨덴 뉘네스함의 발트해 연안에서 경기가 치러졌다. 남녀 선수가 모두 출전할 수 있는 혼성 종목이었으나 정작 경기에 출전하는 여자 선수가 없어 사실상의 남성 종목이 되었다.

## 경기장
1912년 하계 올림픽 유치 당시 스웨덴 내 어떤 도시에서 요트 종목을 치를 것인가를 놓고 예테보리와 스톡홀름의 두 도시가 경쟁하였다. 예테보리는 감독관의 입국을 위한 이동경로가 972km로 스톡홀름보다 훨씬 유리하다는 점을 내세웠다. 반면 스톡홀름은 올림픽 대회 경기라면 똑같은 도시 주변에서 치러야 하지 않겠느냐는 점을 내세웠고 결국 스톡홀름에서 요트 경기가 치러지게 되었다. 정확히는 스톡홀름에서 약 60km 떨어진 항구도시 뉘네스함에서 경기가 열리게 되었다.
대회 조직운영을 위해 스웨덴 왕립 요트 클럽이 조직위로 임명되었다. 경기 시기를 언제로 할지에 대해서도 논의가 이어졌고, 마침내 다른 올림픽 경기 직후에 요트 경기를 치르는 것으로 결정되었다.  여기에 올림픽 경주와 연계된 다른 대회들도 함께 개최하기로 결론내렸다.

### 코스 구역
뉘네스함 연안에 내부코스와 외부코스의 2개 코스가 설정되었으며 그 경로는 다음과 같다.

## 세부종목
20세기 초만 하더라도 요트 종목의 표준화는 이루어지지 않았는데 이는 유럽 각국마다 전해져 내려오는 전통이 다를 뿐만 아니라 선박의 제작규범과 규격이 표준화되지 않았기 때문이다. 한편으로 이 시기 보트 설계와 제작기술에 많은 진전이 이루어지면서, 보트의 형태 (길이, 무게, 항해면적)로 하여금 보트의 속도를 결정하는 주요 변수로 떠오르고 있었다.
이러한 한계를 극복하고 표준화된 경기를 마련하기 위한 여러 방안이 제기되었다. 처음에는 각국의 입장차로 표준 정립이 불가능했으며, 요트가 정식 종목으로 도입된 1900년 하계 올림픽에서는 이러한 문제점이 수면위로 드러나, 국제 대회에서 요트 대회를 운영하기 위한 범국가적 조치가 절실해졌다.
1906년 표준화 문제를 해결하기 위한 국제 회의가 개최되었으며, 마침내 1907년 10월 프랑스 파리에서 첫 국제 규범이 비준되었다. 회의에 참석한 각국 대표들은 오늘날 국제 요트 연맹 (ISAF)의 전신인 국제 요트 경주 연맹 (IYRU)을 결성하였다.
당시 규범에 따라 미터 (m)단위로 종목을 규정하기로 합의되었으며, 1907년 국제올림픽위원회 측은 1908년 하계 올림픽부터 아래의 선박 규격에 따라 요트 경기를 개최하기로 결정하였다. 이는 1912년 하계 올림픽에서도 고스란히 적용되었다.
|                                           |        |          |      |      |           |
| 등급                                      | 유형   | 경기장   | 경기 | 선수 | 종목 도입 |
| 6m                                        | 킬보트 | 뉘네스함 |      | 3    | 1908      |
| 8m                                        | 킬보트 | 뉘네스함 |      | 5    | 1908      |
| 10m                                       | 킬보트 | 뉘네스함 |      | 8    | 1912      |
| 12m                                       | 킬보트 | 뉘네스함 |      | 10   | 1908      |
| - 혼성 종목                               |        |          |      |      |           |
| - 6미터급 - 8미터급 - 10미터급 - 12미터급 |        |          |      |      |           |

## 경기 일정
| ● | 개막식 | ● | 예선 | ● | 결선 | ● | 폐막식 |

| 날짜      | 7월   | 7월   | 7월   | 7월   | 7월   | 7월       | 7월       | 7월       | 7월       |
| 날짜      | 19 금 | 20 토 | 21 일 | 22 월 | 23 화 | 24 수     | 25 목     | 26 금     | 27 토     |
| --------- | ----- | ----- | ----- | ----- | ----- | --------- | --------- | --------- | --------- |
| 요트      |       | ●     | ●     | ●     |       | 국제 경주 | 국제 경주 | 국제 경주 | 국제 경주 |
| 총 금메달 |       |       |       |       |       |           |           |           |           |
| 개폐막식  | ●     |       |       |       |       |           |           |           | ●         |

## 참가국

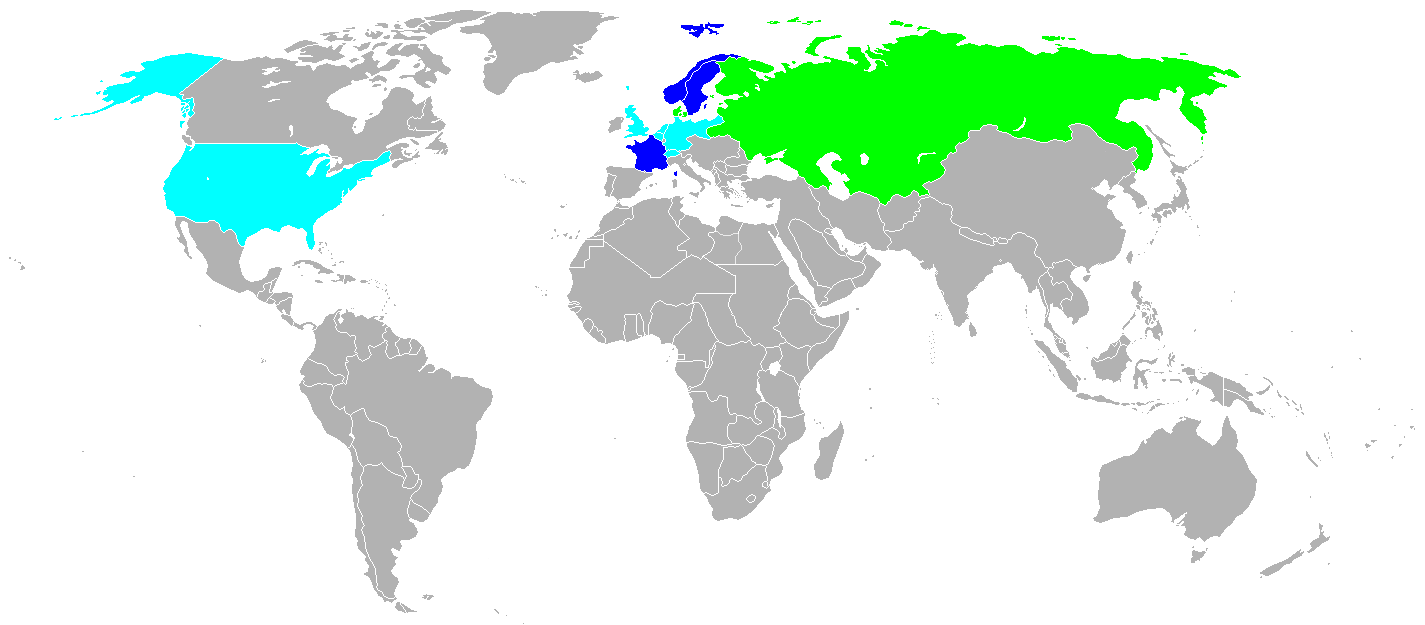
1912년 하계 올림픽 항해 참가국 지도 (녹색: 첫 참가, 파란색: 기존 참가, 하늘색: 불참)

이번 대회에서는 한 세부종목에 국가당 최대 2대의 요트가 참가할 수 있도록 하였다. 유럽 6개국이 참가하였으며 출전한 요트는 26척, 선수는 118명으로 전원 남성이었다.
- 덴마크
- 러시아 제국
- 핀란드
- 프랑스
- 노르웨이
- 스웨덴

## 경기 결과
각 종목별 메달리스트는 다음과 같다.
| 종목            | 금 | 은 | 동 |
| --------------- | --- | --- | --- |
| 6미터급 자세히  | 프랑스 (FRA) · 가스통 튀베 · 아메데 튀베 · 자크 튀베 | 덴마크 (DEN) · 한스 메울란그라크트마드센 · 스텐 헤르셴 · 스벤 톰센 | 스웨덴 (SWE) · 에리크 산드베리 · 오토 아우스트 · 하랄드 산드베리                                                                                                |
| 8미터급 자세히  | 노르웨이 (NOR) · 토랄프 글라드 · 토마스 아스 · 안드레아스 브레케 · 토를레이브 코르넬리우센 · 크리스티안 예베                                                                         | 스웨덴 (SWE) · 벵트 헤위만 · 에밀 헨리크베스 · 알바르 티엘 · 헤르베르트 베스테르마르크 · 닐스 베스테르마르크                                                                 | 핀란드 (FIN) · 베르틸 탈베르그 · 아르투르 앙에르 · 에밀 린드흐 · 군나르 탈베르그 · 게오르그 베스틀링                                                            |
| 10미터급 자세히 | 스웨덴 (SWE) · 필리프 에릭손 · 칼 헬스트룀 · 파울 이스베리 · 훔베르트 룬덴 · 헤르만 뉘베리 · 하뤼 로센스베르드 · 에리크 발레리우스 · 하랄드 발린                                     | 핀란드 (FIN) · 하뤼 바흘 · 발데마르 비외르크스텐 · 야코브 비외른스트룀 · 브로르 브렌네르 · 알란 프랑크 · 에리크 린드흐 · 유호 아르네 페칼라이넨                              | 러시아 제국 (RU1) · 에스페르 벨로셀스키 · 에르네스트 브라스체 · 카를 린돌름 · 니콜라이 푸슈니츠키 · 알렉산드르 로디오노프 · 로시프 쇼마케르 · 필리프 스트라우스 |
| 12미터급 자세히 | 노르웨이 (NOR) · 요한 앙케르 · 닐스 베르텔센 · 에일레르트 팔크룬 · 할프단 한센 · 아른핀 헤예 · 망누스 코노브 · 알프레드 라르센 · 페테르 라르센 · 크리스티안 스타이브 · 카를 타울로브 | 스웨덴 (SWE) · 닐스 페르손 · 페르 베리만 · 디크 베리스트룀 · 쿠르트 베리스트룀 · 후고 클라손 · 폴케 욘손 · 시구르드 칸데르 · 이반 람뷔 · 에리크 린드크비스트 · 후고 셀스트룀 | 핀란드 (FIN) · 에른스트 크로기우스 · 페르디난드 알프탄 · 페카 하르트발 · 야를 훌덴 · 시구르드 유슬렌 · 에이노 산델린 · 요한 실렌                                |

## 메달 순위
| 순위       | 나라           | 금 | 은 | 동 | 합계 |
| ---------- | -------------- | -- | -- | -- | ---- |
| 1          | 노르웨이 (NOR) | 2  | 0  | 0  | 2    |
| 2          | 스웨덴 (SWE)   | 1  | 2  | 1  | 4    |
| 3          | 프랑스 (FRA)   | 1  | 0  | 0  | 1    |
| 4          | 핀란드 (FIN)   | 0  | 1  | 2  | 3    |
| 5          | 덴마크 (DEN)   | 0  | 1  | 0  | 1    |
| 합계 (5개) | 합계 (5개)     | 4  | 4  | 3  | 11   |

올림픽 대회 공식 보고서에서는 요트 종목 참가국의 순위를 매기기 위해 점수제를 도입해 놓았다.
| 순위 | 국가              | 금   | 금   | 은   | 은   | 동   | 동   | 총합 | 총합 |
| 순위 | 국가              | 메달 | 점수 | 메달 | 점수 | 메달 | 점수 | 메달 | 점수 |
| 1    | 스웨덴 (SWE)      | 1    | 3    | 2    | 4    | 1    | 1    | 4    | 8    |
| 2    | 노르웨이 (NOR)    | 2    | 6    | 0    | 0    | 0    | 0    | 2    | 6    |
| 3    | 핀란드 (FIN)      | 0    | 0    | 1    | 2    | 2    | 2    | 3    | 4    |
| 4    | 프랑스 (FRA)      | 1    | 3    | 0    | 0    | 0    | 0    | 1    | 3    |
| 5    | 덴마크 (DEN)      | 0    | 0    | 1    | 2    | 0    | 0    | 1    | 2    |
| 6    | 러시아 제국 (RU1) | 0    | 0    | 0    | 0    | 1    | 1    | 1    | 1    |
| 총합 |                   | 4    | 4    | 4    | 4    | 4    | 4    | 12   | 12   |

## 기타 정보
- 12미터급에 출전한 요트 '히터벨' (Heatherbell)은 국제규범에 따라 영국에서 건조된 최초의 12미터급 선박이었다. 토머스 글렌코츠가 설계를 맡고 1907년 스코틀랜드 샌드뱅크의 '알렉산더 로버트슨 앤드 손즈'사에서 제작을 맡았다.
- 8미터급에 출전한 스웨덴 요트 'KSSS'는 복권 수익으로 건조되었다 하여 '복권 보트'라고도 불렸다.

### 참가 선수
1912년 하계 올림픽에 참가한 유명 선수로는 다음이 있었다.
- 노르웨이 (NOR)의 요한 앙케르 - 올림픽 출전선수 겸 미터급 요트 설계자 (1948년 하계 올림픽 12미터급 '드래곤'호로 유명)
- 스웨덴 (SWE)의 단 브로스트룀 - 스웨덴 해군장관 (1914년~1917년)

- 개막식의 덴마크팀
- 개막식의 스웨덴팀
- 단 브로스트룀 (6미터급 출전)
- 할프단 한센 (12미터급 출전)
- 요한 앙케르 (12미터급 출전)
- 에스페르 벨로셀스키 (10미터급 출전)

## 관련 문헌
- “Digital Library Collection (Official Olympic Reports 1896–2008”. 《Digital Library Collection at la84.org》. la84foundation.